# Сантакатерина (Изернија)
Сантакатерина је насеље у Италији у округу Изернија, региону Молизе.
Према процени из 2011. у насељу је живело 52 становника. Насеље се налази на надморској висини од 535 м.